# インターフィルム
株式会社インターフィルム (INTERFILM Co., Ltd.) は、2000年12月に東京都千代田区へ設立された映画製作会社。

## 作品

### 洋画
- 388
- 5デイズ
- THE JOYUREI 〜女優霊〜
- ジョニー・マッド・ドッグ
- ツォツィ
- メッセンジャー
- 悪魔の存在を証明した男
- 最高のともだち
- 汚れた心
- ウィッチ
- ゾンビーバー
- I AM YOUR FATHER/アイ・アム・ユア・ファーザー
- エクストラ テレストリアル (アルバトロス・フィルムと共同配給)
- エイミー、エイミー、エイミー! こじらせシングルライフの抜け出し方
- セントラル・インテリジェンス（REGENTSと共同配給）

### 邦画
- Oh!透明人間
- アワ・ブリーフ・エタニティ/OUR BRIEF ETERNITY
- キリン
- クローンは故郷をめざす（発売元代理）
- デスカッパ
- メサイア（レンタルのみ）
- 片腕マシンガール（配給協力）
- 連続暴姦
- こっぱみじん

### アニメ
- そらのいろ、みずのいろ（レンタルのみ）
- 燃える仏像人間